# Ctenolophus cregoei
Espèce
Synonymes
- Acanthodon cregoei Purcell, 1902

Ctenolophus cregoei est une espèce d'araignées mygalomorphes de la famille des Idiopidae.

## Distribution
Cette espèce est endémique du KwaZulu-Natal en Afrique du Sud,.

## Publication originale
- Purcell, 1902 : New South African trap-door spiders of the family Ctenizidae in the collection of the South African Museum. Transactions of the South African Philosophical Society, vol. 11, p. 348-382 (texte intégral).